# Jindřich Beran
Jindřich Beran (15. listopadu 1906, Rožná, Rakousko-Uhersko – 12. května 1940, nedaleko obce Serskamp, Belgie) byl československý stíhací pilot bojující za druhé světové války v Armée de l'Air (francouzském válečném letectvu), první československý pilot, který v rámci války padl v leteckém souboji.

## Život
Narodil se v Rožné nedaleko Žďáru nad Sázavou. Po vychození obecné školy absolvoval roku 1924 reálku v Novém Městě na Moravě a následně se stal učitelem na obecné škole ve Štěpánově nad Svratkou. Roku 1926 nastoupil prezenční vojenskou službu. Absolvoval školu pro poddůstojníky v Olomouci a nadále v armádě zůstal. Další vzdělání si doplnil na Vojenské akademii v Hranicích, kterou zakončil v hodnosti poručíka pěchoty.
Po nasazení u 4. horského pluku v Liptovském Mikuláši byl roku 1930 přidělen k 66. zvědné letce jako letecký pozorovatel, se zařazením na pražském letišti Kbely. Okolo roku 1935 absolvoval také pilotní výcvik pro pozorovatelské, stíhací i bombardovací letouny a v letech 1936 až 1937 sloužil u několika leteckých oddílů. Díky vynikajícím výsledkům byl doporučen ke studiu na Vysoké škole válečné v Praze, v dubnu 1938 byl povýšen na kapitána. V létě téhož roku odcestoval ke studiu na Vysoké letecké válečné škole v Paříži, odkud jej donutily se do Československa navrátit okolnosti Mnichovské dohody.
Po německé okupaci Československa 15. března 1939 se rozhodl, podobně jako další čs. piloti, emigrovat do Polska, hranici překročil důlní šachtou na Ostravsku. Později s dalším československým vojenským personálem vyplul z Gdyně do francouzského Calais, kde byl přijat do Armée de l'Air v hodnosti lieutenant a přidělen ke stíhací letce francouzského letectva.
Po napadení Belgie nacistickým Německem se 12. května 1940 Beran v letounu Morane-Saulnier MS.406, spolu s dalšími Čechoslováky, zúčastnil bojového vzletu jednotky proti letce německých bombardérů Heinkel He 111. Ještě před dosažením cíle se ale spolu s dvěma dalšími francouzskými stíhačkami střetl s početnějším útvarem německých těžkých stíhacích letounů Messerschmitt Bf 110 C. Spolu se svým spolubojovníkem J. Stehlíkem se jim zdařilo jeden z německých strojů zneškodnit, poté byl však Beranův stroj poškozen střelbou během čelního souboje s nepřítelem, při kterém byl Beran zasažen do krku a ještě v kabině zemřel. Stroj se pak zřítil nedaleko belgické obce Serskamp.
14. května 1940 mu byl serskampskými obyvateli vystrojen pohřeb. Roku 1950 byly jeho ostatky exhumovány a převezeny do rodinné hrobky v rodné Rožné.
In memoriam byl Jindřich Beran oceněn dvěma Čs. válečnými kříži a francouzským Croix de Guerre s palmou. Roku 1991 byl povýšen na plukovníka in memoriam.
Dne 8. května 2025 byl in memoriam vyznamenán Křížem obrany státu ministra obrany České republiky.